# Deepak

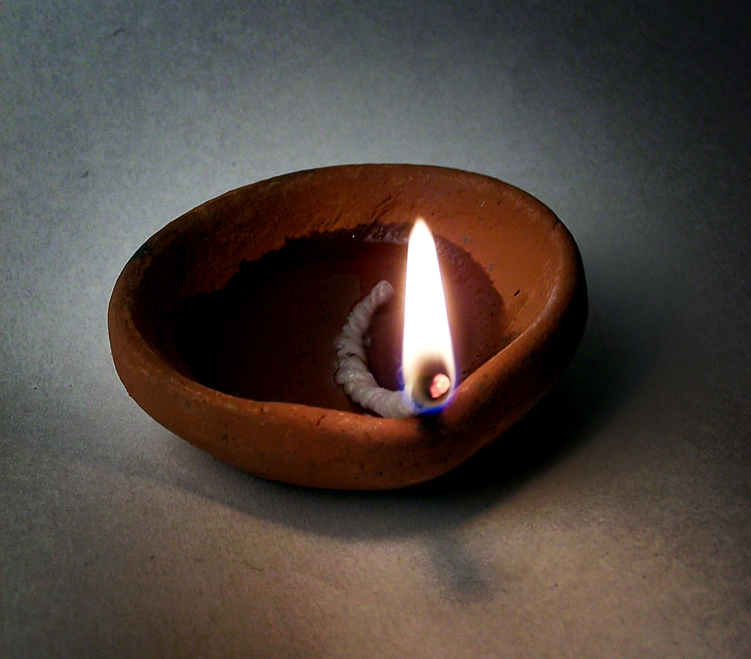
Eine Öllampe aus Ton, wie sie bei Diwali in Gebrauch ist

Deepak, auch in phonetischer Schreibweise Dipak, ist ein männlicher Vorname, der im indischen Sprachraum im 20. Jahrhundert populär wurde.
Der Name leitet sich vom Sanskrit- bzw. Hindi-Wort für ‚Lichtquelle‘ oder ‚Lampe‘ ab.
Der Name ist in verschiedenen indischen Sprachen in Gebrauch:  दीपक (Hindi, Marathi, Nepali), দীপক (Bengalisch), દીપક (Gujarati), ਦੀਪਕ (Panjabi), ദീപക് (Malayalam), ದೀಪಕ್ (Kannada), தீபக் (Tamil), దీపక్ (Telugu).

## Bekannte Namensträger
- Deepak Chopra (* 1946), Buchautor
- Deepak Lal (1940–2020), britischer Wirtschaftswissenschaftler
- Deepak Kumar Mondal (* 1979), indischer Fußballspieler